# When Love Cries
When Love Cries è il primo singolo estratto dall'album Mistaken Identity della cantautrice statunitense Donna Summer, pubblicato nell'agosto del 1991 dalla Atlantic Records e dalla Warner Bros.

## Successo commerciale
La canzone raggiunse il 77º posto nella Billboard Hot 100 statunitense e il 18° nella classifica Billboard R&B, diventando così l'ultimo singolo della Summer a conquistare le classifiche R&B negli Stati Uniti.
Pur essendo il singolo principale del nuovo album ed avendo ottenuto un discreto successo non ne fu realizzato alcun videoclip.

## Classifiche
| Classifica (1991)         | Posizione massima |
| ------------------------- | ----------------- |
| Stati Uniti               | 77                |
| Stati Uniti (R&B/hip-hop) | 18                |